# 投射機

古羅馬投射機。

投射機（Ballista）是以絞繩的扭力來發射物體的古代大砲，有兩根扭力旋桿，各繫一扭力絞繩。名稱源於希臘語的Ballistes、Ballein，投射、投擲的意思。此器與弩、牀弩這類依靠弓身的彈力來發射物體的運作模式不同。
投射機最早被認為在西元前400年由大狄奧尼西奧斯發明。
西元前3世紀可能出現過一種多重投射機，可以連續射箭。
在西元前146年羅馬併吞希臘諸邦後，投射機也變成了羅馬人的武器。
在西元前1世紀，出現過蠍砲，是小型的投射機。
在西元1世紀的羅馬浮雕中，有裝載在馬車上的車載投射機，但不確定只是放在車子上運送，還是可以直接在車子上發射。西元1世紀也出現了單兵使用的手持投射機（扭力弩）。
隨著羅馬帝國的衰落，投射機在中世紀後逐漸消失。

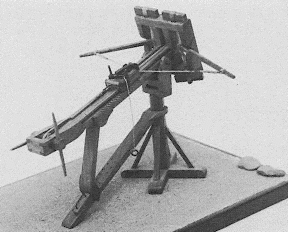
古羅馬投射機。
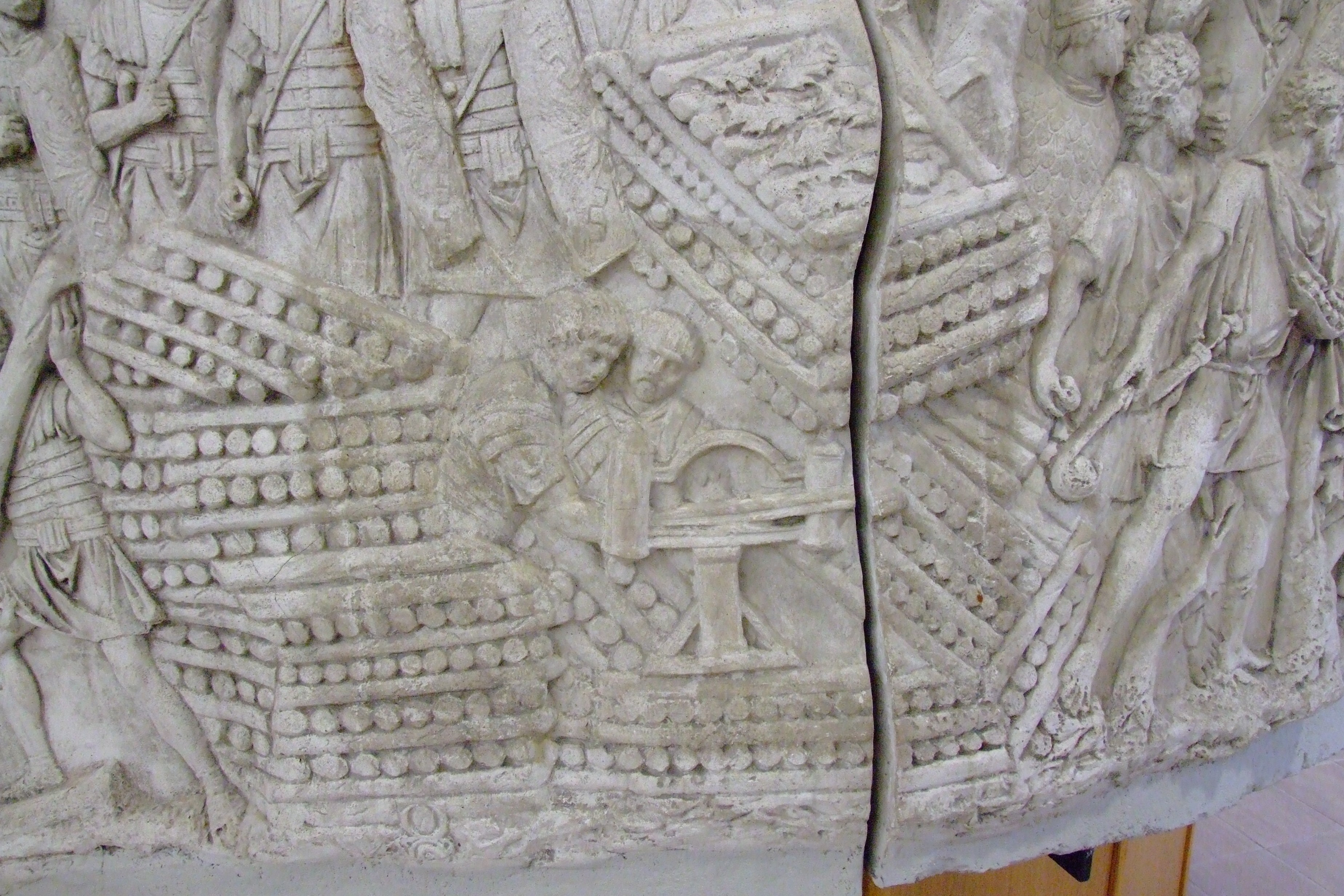
圖拉真柱上的一張古羅馬投射機（蠍砲）。
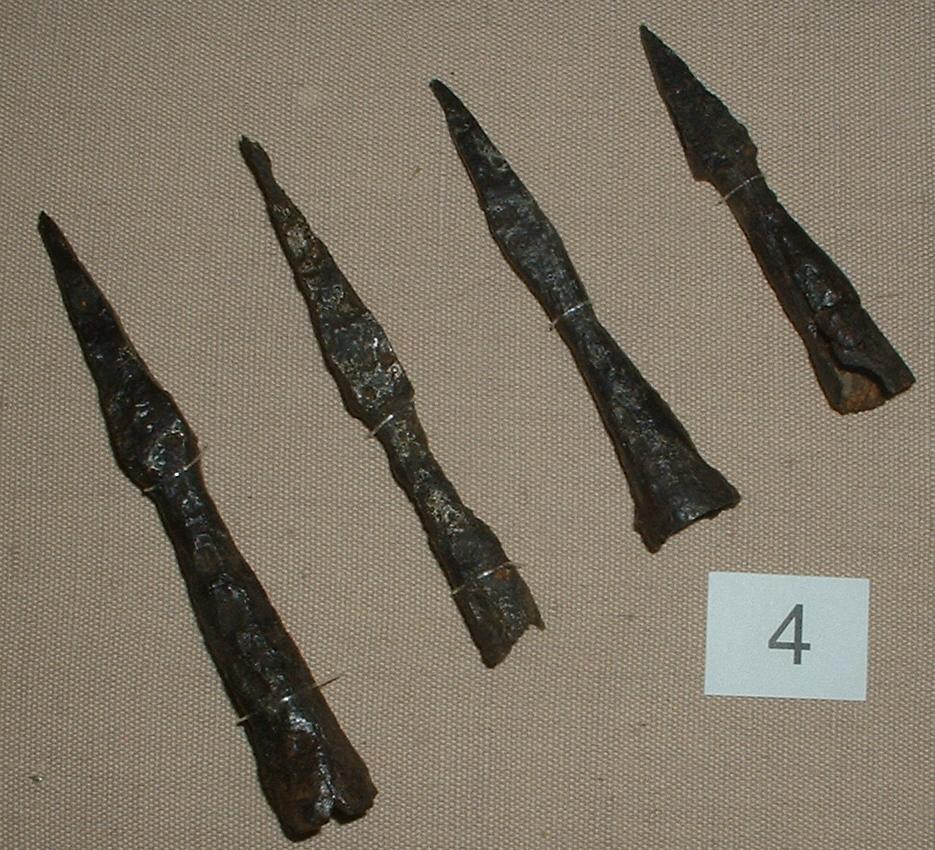
古羅馬投射機的箭頭。
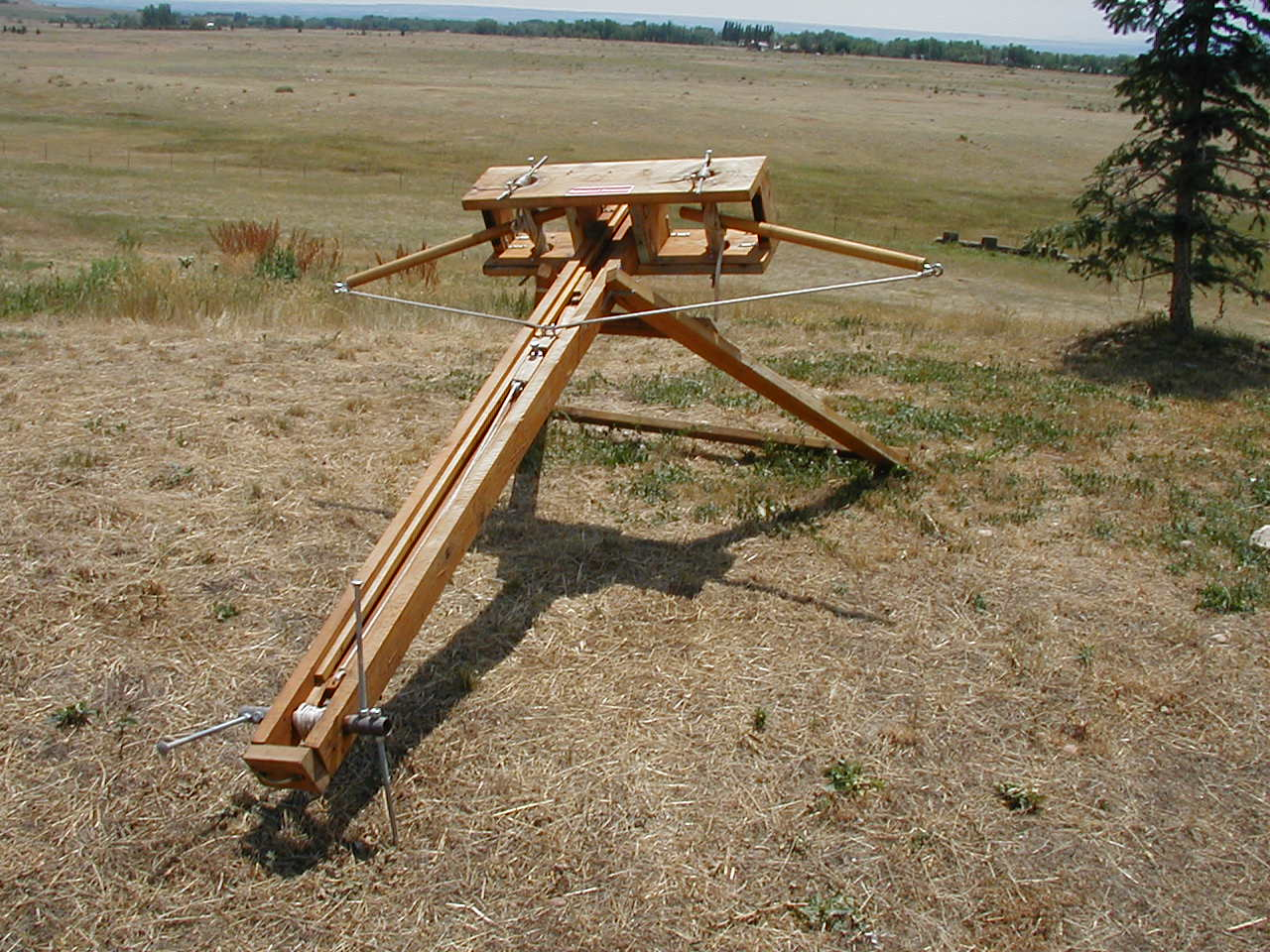
一張九英吋長的小型古羅馬投射機。注意: 圖上的扭力繩比歷史上的實物還短。
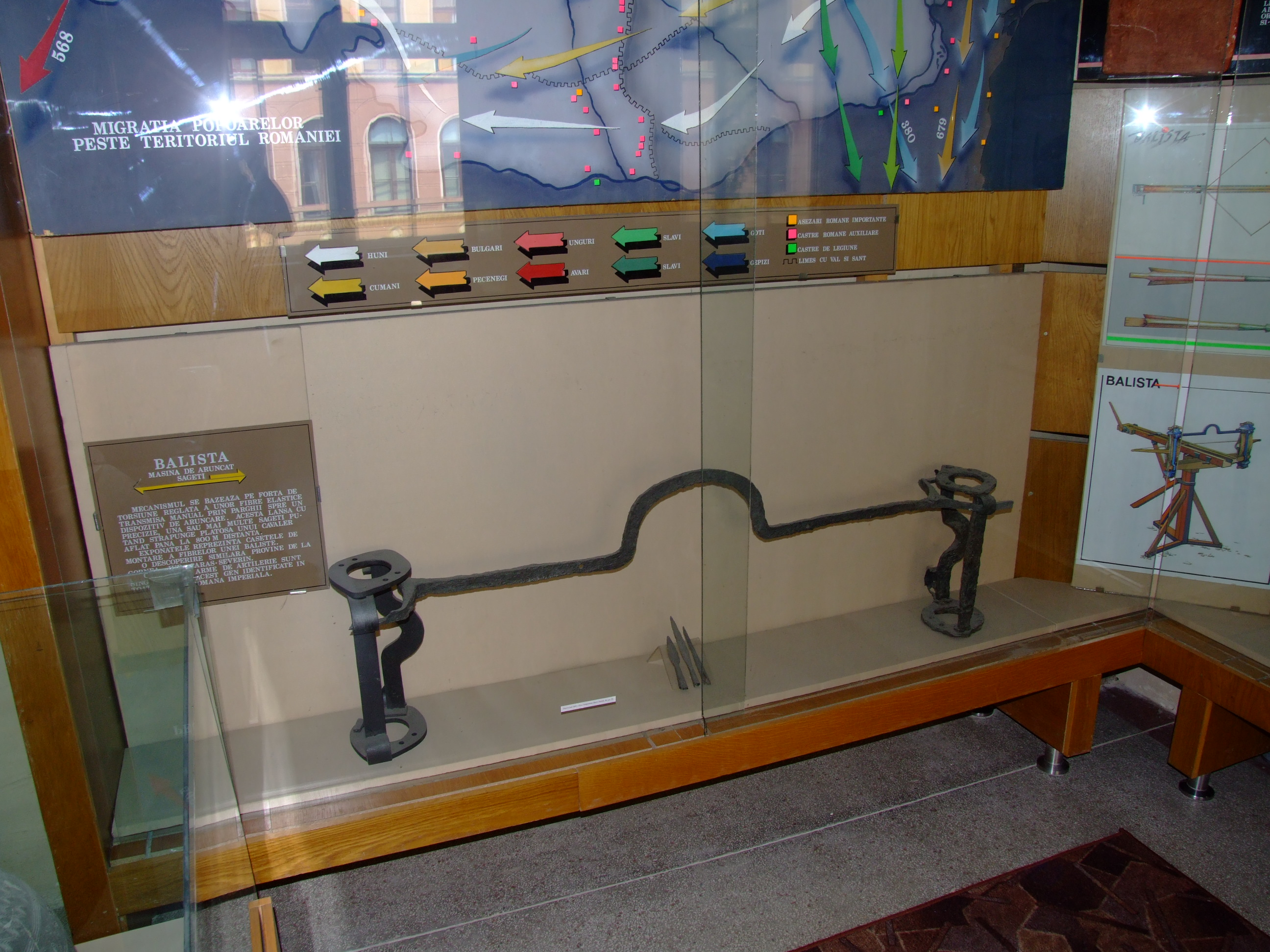
一個四世紀的古羅馬投射機的金屬原件。